# Valdisotto
Valdisotto là một đô thị ở tỉnh Sondrio trong vùng Lombardia của Italia, có vị trí khoảng 140 km về phía đông bắc của Milano và khoảng 45 km về phía đông bắc của Sondrio. Tại thời điểm ngày 31 tháng 12 năm 2004, đô thị này có dân số 3.363 người và diện tích là 88,4 km².
Valdisotto giáp các đô thị: Bormio, Grosio, Sondalo, Valdidentro, Valfurva.